# ネレトヴァ川
座標: 北緯45度06分28秒 東経17度30分49秒 / 北緯45.10778度 東経17.51361度
ネレトヴァ川（クロアチア語・ボスニア語: Neretva, セルビア語: Неретва,イタリア語: Narenta）はアドリア海東岸では最大の河川である。大規模な高さ15m以上の水力発電用のダム4カ所と貯水池により治水されているが、自然美や多様な自然景観で知られている。川の生態系は人口の増加や開発によって傷つけられている。ネレトヴァ川はボスニア・ヘルツェゴビナやクロアチアにとってはもっとも価値のある天然資源として豊富な淡水資源となっており、重要なものとして認められている。ネレトヴァ川は東のドリナ川と西のウナ川とサヴァ川の間に位置し、ネレトヴァ低地が含まれ飲料水の重要な供給源を担っている。水の供給システムでもネレトヴァ川は重要な位置を占め。ディナル・アルプス山脈地域も含まれとくに多様な生態系や動植物の生息環境、植物相、動物相、文化的、歴史的以外にも自然美で重要と見なされている。

## 地勢
ネレトヴァ川はボスニア・ヘルツェゴビナとクロアチアを流れるディナル・アルプスの大規模なカルスト河川で東側部分はアドリア盆地に含まれ、アドリア河川流域に属する。総延長は230kmで、そのうち208kmはボスニア・ヘルツェゴビナ領内を流れ残りの22kmはクロアチアのドゥブロヴニク＝ネレトヴァ郡を流れる。ネレトヴァ川の流域面積は10,380 km2あり、ボスニア・ヘルツェゴビナ側が10,110 km2、クロアチア側が233 km2をそれぞれ占めている。平均流量はボスニア・ヘルツェゴビナのジトミスリッチ（Žitomislići）で233 m3/s 、クロアチアの河口で341 m3/s である。ネレトヴァ川の流量はクロアチアのメトコヴィチで定期的に統計が取られている。

### 流路
地理的、水門学的にネレトヴァ川は3つの区間に分けられている。源流はディナル・アルプスの山峡でゼレンゴラ山、レブルシュニク山の麓でグレデリ下の鞍部にあたる。川の源流は海抜1,227mで、源流からの最初の流域区間はボスニア・ヘルツェゴビナのコニツを流れる。ゴルニャ・ネレトヴァ（上ネレトヴァ）（ボスニア語: Gornja Neretva）を南から北へ流れ、その後ボスニア・ヘルツェゴビナの主要な河川が属するドナウ川水系の河川のように北から北西方向に流れて行く。この区間は1,390 km2の流域をカバーしている。コニツを真っ直ぐ流れて行くと川幅は少し広がり、広い谷間には豊かな農地を与えている。コニツから少し離れると、ヤブラニツァに入り大きな人造湖であるヤブラニツァ湖やダムがある箇所に入る。
第2の区間はネレトヴァ川とラマ川が合流する地点からでコニツとヤブラニツァの間に位置し、進路を急に南へ取る。ヤブラニツァからネレトヴァ川の流路は大きな峡谷に入りプレニ山、チュヴルスニツァ山、チャブリャ山など壮大な山の急な傾斜を流れ海抜は800 - 1200mに達している。この傾斜地で力を得た川を利用し、ヤブラニツァとモスタルの間には3つの水力発電用のダムが建設されている。ネレトヴァ川の幅が広がると第2の区間は終わりになり、第3の区間に入って行く。時折、この区間はボスニア・ヘルツェゴビナのカリフォルニアと呼ばれることもあり、実際、この区間はボスニア・ヘルツェゴビナとクロアチアにとっての「ゴールデンステート」であり、ダムによる発電は重要な産業となっている。第3の区間は30kmでネレトヴァの流れは沖積のデルタ地帯を形成しプロチェ付近でアドリア海に注いでいる。

### 支流・町
ネレトヴァ川の支流にはラキトニツァ川、ブナ川やラマ川、クルパ川、ドリャンカ川、ラドボリャ川、トレビジャット川の他にも多くの河川が含まれている。ネレトヴァ川の流域の自治体にウログ、コニツ、チェレビチ、ヤブラニツァ、ドニャ・ドレジュニツァ、モスタル、歴史的な町であるブラガイ、ポチテリ、チャプリナなどのボスニア・ヘルツェゴビナの町と、メトコヴィチ、オプゼン、プロチェなどのクロアチアの町が含まれている。

### ゴルニャ・ネレトヴァ
ネレトヴァ川上流は上ネレトヴァを意味するゴルニャ・ネレトヴァと呼ばれネレトヴァ流域には多くの小川や泉、川近くの3つの大きな氷河湖など幅広く含まれトレスカヴィツァ山やゼレンゴラ山には多くの湖や植物相、動物相などが広がっている。自然的な遺産と同時に文化的な遺産も上ネレトヴァにはあり、ヨーロッパやボスニア・ヘルツェゴビナの貴重な豊かな資産となっている。上ネレトヴァの水は澄んで清らかでClass I purityに分けられており、水温は7〜8℃と夏でも低い。ゼレンゴラ山とレブルシュニク山の麓で増えたネレトヴァの源流はそのまま急流や滝となり、岩を削り600〜800mにも達し起伏の多い地形を作っている。

### ネレトヴァデルタ

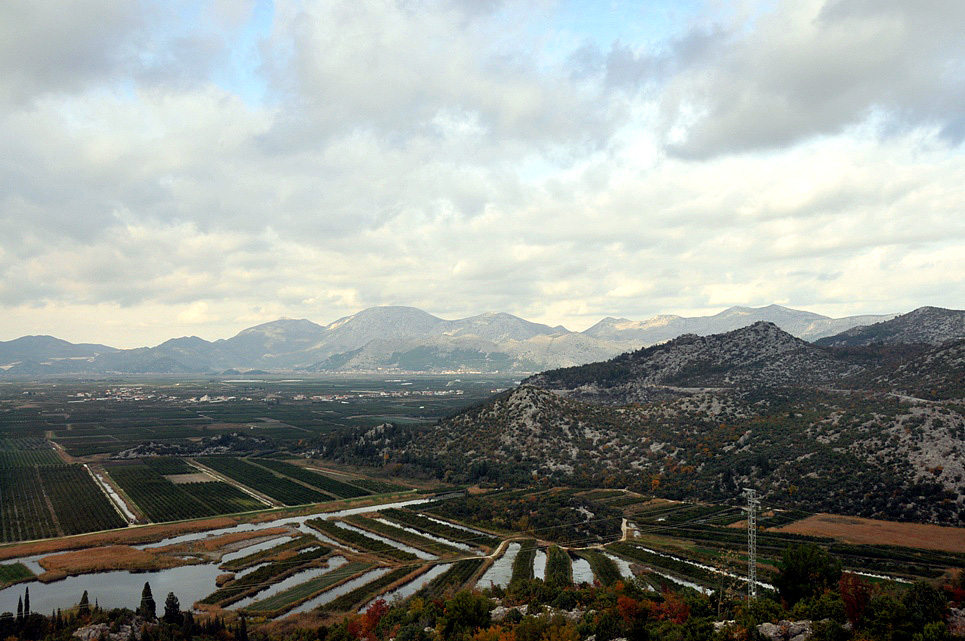
ネレトヴァデルタ

ボスニア・ヘルツェゴビナの町や村を流れて来たネレトヴァ川はクロアチアでアドリア海に流れ込むが、下流域では豊かな湿地帯であるネレトヴァ・デルタを形成しラムサール条約にもリストされ国際的にも重要である。クロアチア下流域の低地ではネレトヴァ川は多数の流路に分かれ約12,000haのデルタ地帯を形成している。クロアチアでは流路の削減と埋め立ての計画があり、現在3つの流れに整備されている。以前は12の流れがあった。かつて点在している湿地、ラグーン、湖は、現在の平野からは消えてしまい、古い地中海湿地の断片のみが残っているのみである。ネレトヴァ川のデルタ地帯を自然公園にすることも提案されている。現在、この地域では様々な生息環境があり、注目される美しい景色が広がっている。デルタ地帯の保存地域箇所は5カ所に上り全部で1,620haを占めている。保存箇所ではヘラサギ、シロチドリ、セイタカシギを含む渉禽類、アジサシ類、カモメなどの鳥類や魚類が保護され景色も守られている。

## ダムの問題
水力発電用のダムは環境と社会的なコストから利益を得ている。ネレトヴァ川の2つの主要な支流はすでに4つの水力発電用のダムが設けられている。最近ではスルプスカ共和国政府がゴルニ・ホリゾンティ計画（Gornji horizonti）と呼ばれる大規模な水力発電計画を完了させた。これはネレトヴァ川流域に直接属する地下水をトレビシュニツァ川にある水力発電プラントに向けさせるもので、この計画にはボスニア・ヘルツェゴビナのNGOやクロアチア政府が反対している。ネレトヴァ川流域に属する水をトレビシュニツァ低地に持って行くことで塩分濃度の上昇や地下水の量の変化、自然公園の泉、ネレトヴァ下流域のクロアチア側の淡水の確保、ボスニア・ヘルツェゴビナ、クロアチアの農業問題等が議論になっている。議論になっている全ての影響は全部は調整されていない。ボスニア・ヘルツェゴビナ連邦政府も同様にダムの整備計画を策定し自然公園の制定なども計画しているが、生態系や環境破壊の問題からNGOからは反対の声があがっている。